# Florencio Randazzo

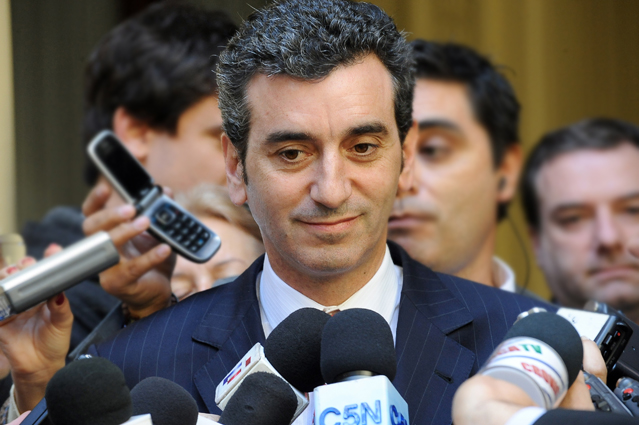
Florencio Randazzo

Florencio Randazzo (* 1. März 1964 in Chivilcoy) ist ein argentinischer Politiker der Peronistischen Partei.

## Leben
Seine Eltern waren Gladys Campagnon und Juan Randazzo, der von Sizilien nach Argentinien eingewandert war. Randazzo studierte an der Universidad de Buenos Aires Rechnungswesen. Er war als Nachfolger von Aníbal Fernández vom 10. Dezember 2007 bis zum 10. Dezember 2015 Innenminister in den Kabinetten von Cristina Fernández de Kirchner.
2015 hatte er Ambitionen bei der Präsidentschaftswahl anzutreten, zog sich letztendlich aber wieder zurück. 2017 scheiterte er unter anderem an Cristina Fernández mit einer Kandidatur für einen Senatsposten. Der Wahlkampfleiter war seinerzeit der spätere argentinische Präsident Alberto Fernández.
Im Jahr 2023 kandidierte er als Vizepräsidentschaftskandidat mit Juan Schiaretti für das Wahlbündnis Hacemos por Nuestro País. Mit knapp 7 % schied die Formel Schiaretti/Randazzo aus.